# John Piper
John Stephen Piper, conhecido como John Piper, (Chattanooga, 11 de janeiro de 1946) é um teólogo e pastor batista fundador e professor do desiringGod.org e chanceler do "Bethlehem College & Seminary" em Minneapolis, Minnesota, além de aclamado escritor  novo calvinista. John Piper ensinou Estudos Bíblicos na Bethel University por seis anos (1974-1980) e então serviu como Pastor para Pregação e Visão da Bethlehem Baptist Church em Minneapolis, membro de Converge, por 33 anos (1980-2013). Seus livros incluem "Spectacular Sins", vencedores do ECPA Christian Book Award, "What Jesus Demands from the World", Pierced by the Word, e "A Paixão de Deus por Sua Glória", e os best-sellers "Não jogue sua vida fora" e "A Paixão de Jesus Cristo". A organização Desiring God recebeu o nome de seu livro "Desejosos de Deus: Meditações de um hedonista cristão" (1986).

## Biografia
O segundo dos dois filhos de Bill e Ruth Piper, John Piper nasceu em Chattanooga, Tennessee, nos Estados Unidos da América. Seu pai era missionário, que vivia a viajar e plantar igrejas. Ainda na infância, mudou-se para Greenville, Carolina do Sul, cidade em que concluiu os estudos e passou o resto da juventude.
Segundo o relato do próprio John Piper, sua conversão se deu quando ainda tinha 6 anos de idade, apesar de não lembrar os detalhes.
Estudar a literatura romântica com Clyde Samuel Kilby estimulou-lhe o espírito de poeta. Anualmente, Piper compõe poemas com base em histórias bíblicas durante as quatro semanas do Advento.
John objetivava seguir medicina, até que, em virtude de uma enfermidade, esteve internado e, no leito do hospital, ouvia os sermões de Harold Ockenga. Lá, através de Daniel Fuller, quem lhe inspirou, descobriu escritos de C. S. Lewis e Jonathan Edwards, que o influenciaram grandemente ao longo da vida.
Ele estudou literatura no Wheaton College e obteve um bacharelado em artes em 1968. Em dezembro de 1968 casou-se com Noël Piper, com quem teve cinco filhos (sendo apenas uma mulher), e doze netos. Depois estudou teologia no Fuller Theological Seminary e obteve um bacharelado em artes em 1971. Concluiu o doutorado em Teologia e Estudos do Novo Testamento na Universidade de Munique, na Alemanha, em 1974.
Durante seis anos (1974-1980), Piper lecionou na "Bethel University and Seminary", em Saint Paul, Minnesota. Sua mãe, Ruth, faleceu em 16 de dezembro de 1974, num acidente de ônibus em Israel.
Em 11 de janeiro de 2006, anunciou que padecia de câncer de próstata, através de uma carta pública, "in verbis": "Essa notícia, é claro, foi boa para mim. A coisa mais perigosa do mundo é o pecado da autossuficiência e o estupor do mundanismo. A notícia do câncer tem um efeito maravilhosamente explosivo em ambos. Agradeço a Deus por isso. Os tempos com Cristo nestes dias têm sido extraordinariamente agradáveis." Sua cirurgia, em 14 de fevereiro do mesmo ano foi bem sucedida.
Em 2007, aos 6 de março, falece seu pai, Bill Piper.

## Ministério

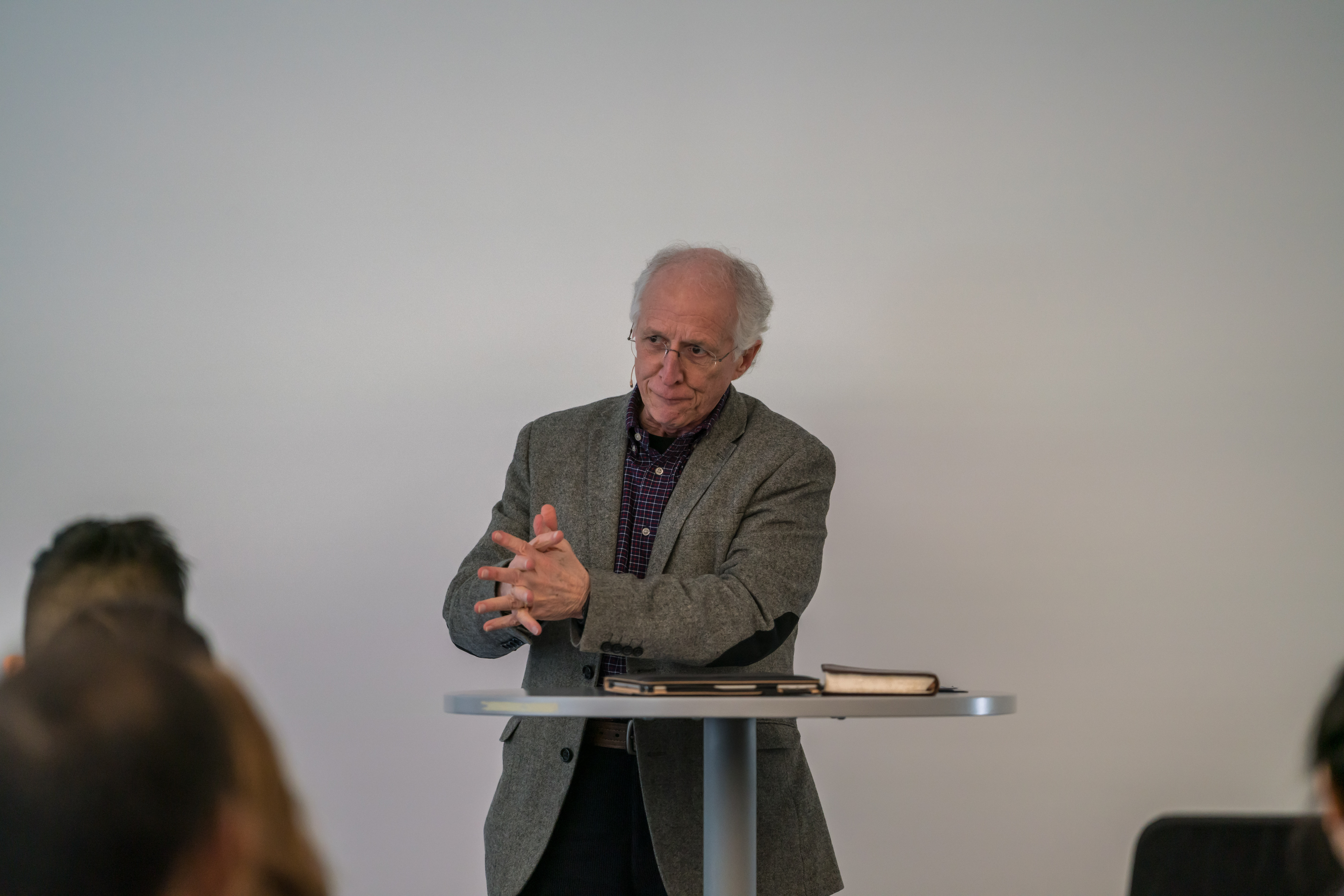
John Piper ensinando em fevereiro 2020

No ano de 1980, John Piper tornou-se pastor da Bethlehem Baptist Church, em Minneapolis, membro de Converge, que fora fundada em 1871. Lá ministrou até 31 de março de 2013, num domingo de Páscoa. Após escrever "Desejosos de Deus" (1986), Piper teve sua estreia no palco do mundo das publicações cristãs, não deixando de escrever livros desde então.
Fundou, em 1994, o Ministério "Desiring God", objetivando-se, com este ministério, o "espalhar a paixão pela supremacia de Deus em todas as coisas para a alegria de todos os povos por meio de Jesus Cristo." Este ministério disponibiliza, gratuitamente, todos os sermões de Piper dos últimos trinta anos, além de artigos por ele publicados, bem como alguns de seus livros.

## Posicionamentos Teológicos

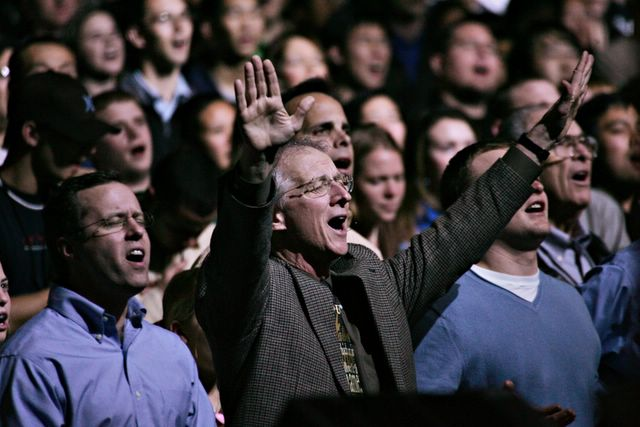
Piper durante adoração, em 2008

### "Calvinismo de Sete Pontos"
John Piper é um dos expoenetes de um movimento chamado de Novo Calvinismo, dando reinterpretações contemporâneas à elementos da tradição reformada. Quanto à soteriologia adere aos Cinco pontos do calvinismo, sendo, quanto à eclesiologia, batista. Um dos seus livros mais conhecidos é "Cinco Pontos". Acredita, também, na justificação somente pela Fé, isto é, independentemente das obras e do esforço humano. Piper enfatiza os ensinamentos sobre santificação, perseverança dos santos e nas evidências da Graça Salvadora em alguém, bem como na dupla predestinação e que vivemos no melhor mundo possível, posturas que o levam a se declarar, meio sério, meio jocosamente, de "calvinista de sete pontos". Outras posições teológicas que adere é a da Salvação pelo Senhorio e a doutrina da eterna subordinação funcional do Filho.

## Complementarismo hierárquico
Piper defende uma visão complementar dos papéis de gênero, sustentando que o marido deve liderar, proteger e sustentar sua esposa e família, e que a esposa deve afirmar e se submeter à liderança de seu marido. Piper também afirma sua opinião de que a Bíblia ensina os homens a assumir a responsabilidade primária de liderar a igreja, e que somente os homens podem ser ordenados. Piper, junto com Wayne Grudem, atuou como co-editor no desenvolvimento do livro Recovering Biblical Manhood and Womanhood, obra fundante para o complementarismo do norteamericano. Piper defende que a mulher deve se submeter aos abusos domésticos.

### Continuacionismo
Seguidor do continuacionismo, isto é, acerca dos dons Espirituais, John Piper está na contramão do cessacionismo. Piper acredita que dom de línguas, profecia, curas e milagres não ficaram apenas para o tempo da igreja cristã primitiva, mas que permanecem até os presentes dias, sem, contudo, ser confundido com pentecostal. Afirma que somente as profecias Bíblicas são inquestionáveis, uma vez que quaisquer outras modernas são suscetíveis a erros e, portanto, necessitam de filtros Bíblicos.